# Новоохтирка
Новоохти́рка — село в Україні, у Новоайдарській селищній громаді Щастинського району Луганської області. Населення становить 948 осіб.

## Історія
Село виникло на початку ΧΙΧ ст. Село розташоване на річці Єрик. В його околицях  виявлені археологічні знахідки сарматського часу. В 1909 році відбулися селянські заворушення проти проведення Столипінської реформи. У грудні 1917 року селяни створили червоногвардійський загін. В 1918 році жителі брали участь в боротьбі з петлюрівцями та білогвардійцями в складі Першого Старобільського партизанського полку. В цьому ж селі народився український радянський поет М. А. Чернявський.
Село постраждало внаслідок геноциду українського народу, вчиненого урядом СССР у 1932—1933 роках, кількість встановлених жертв в Новоохтирській сільській раді — 64 людини.
У Новоахтирці є восьмирічна школа, бібліотека, клуб. За роки семирічки побудовано 180 нових житлових будинків.

## Населення
За даними перепису 2001 року населення села становило 948 осіб, з них 84,39 % зазначили рідною українську мову, 14,98 % — російську, а 0,63 — іншу.

## Також
- Перелік населених пунктів, що постраждали від Голодомору 1932-1933, Луганська область